# Consolida saccata
Consolida saccata és una espècie que pertany a la família de les ranunculàcies.

## Descripció
Consolida saccata és una planta herbàcia anual de 25 a 60 cm d'alçada, amb nombroses branques fines, dividides, pubescents amb pèls grocs, glandulars i estenents. Les fulles són laciniades lineals, agudes, ciliades. Les flors fan entre 20 a 25 mm, de color blanc os o amb els sèpals laterals blavosos. El lòbul superior de 5 lòbuls de la corol·la força bífid, lleugerament més llarg que els lòbuls intermedis aguts i estretament dentiformes; els lòbuls laterals són molt més grans, triangulars i aguts; l'esperó és allargat, doblegat cap endavant i l'àpex és sacinat de manera incinada. El fol·licle és subcomprimit, semiobovat i oblong, de 10 a 17 x 3 a 4 mm., i l'àpex és arrodonit, bruscament rostrat.

## Distribució i hàbitat
Consolida saccata creix al nord de l'Iraq, Iran i Turquia, en camps pedregosos. Es distingeix de la resta d'espècies d'aquest grup per la forma dels esperons i els lòbuls laterals de la corol·la.
La seva època de floració es entre els mesos de juny i juliol.

## Taxonomia
Consolida saccata va ser descrita per Peter Hadland Davis i publicat a Notes from the Royal Botanic Garden, Edinburgh 26: 173, l'any 1965.
Etimologia
Veure:Consolida
saccata: epítet llatí que al·ludeix a l'antiga colònia romana la "Mauritània", ara Fes i el Marroc.
Sinonímia
- Delphinium saccatum Huth
- Aconitella saccata (Huth) Soják
- Aconitopsis saccata (Huth) Kem.-Nath.[4]